# Джеймі Вун
Джеймі Вун (Jamie Woon) — британський співак, автор пісень і продюсер.
Співак отримав широке визнання завдяки синглу "Night Air", який був спродюсований Burial (William Emmanuel Beva) та вийшов у 2010 році.
Джеймі Вун підписав контракт з лейблом PMR Records.

## Біографія
Джеймі Вун народився 29 березня 1983 у Нью-Молден, Кінгстон-на-Темзі, Лондон. Батько Джеймі Вуна — малайзійський китаєць, матір — кельтська співачка Мей Маккенни, яка має шотландське та ірландське походження. До розлучення батьків він мешкав у Нью-Молдені.
Джеймі Вун навчався в початковій школі Sacred Heart RC (Нью-Молден), в середній школі S.T Catherines RC (Raynes Park) і в коледжі Wimbledon College (Вімблдон). Пізніше він відвідував школу BRIT School, яку закінчив на рік пізніше, чим Емі Вайнгаус. Згодом Джеймі Вун підтримував Емі Вайнгаус на концертах.
Музика виконавця була класифікована як електронна музика, R&B, трип-хоп, нео-соул, пост-дабстеп, даунтемп.
Джеймі Вун посів четверте місце в щорічному музичному опитуванні BBC Sound of... 2021 року, яке проводить BBC Radio 1 серед музичних критиків і діячів індустрії, щоб знайти найперспективніших нових музичних талантів.
Дебютний альбом Джеймі Вуна, Mirrorwriting був випущений 18 квітня 2011 року на лейблі Polydor Records.
1 травня 2012 року Вун оголосив, що йому довелося скасувати кілька майбутніх концертів через травму.
З того часу в його діяльності було затишшя, але в березні 2015 року він співпрацював з гуртом Portico при записі їхнього нового альбому Living Fields, який вийшов у квітні того ж року.
У серпні 2015 року вийшов новий сингл Джеймі Вуна, «Sharpness». 13 серпня Benji B, у своєму шоу, повідомив, що новий альбом буде називатися Making Time. Альбом вийшов у вересні того ж року.

## Дискографія

### Студійні альбоми
| Mirrorwriting                                   | - Реліз: 18 квітня 2011 - Лейбл: Candent Songs, Polydor - Формат: CD, LP, digital download | 15 | 9  | 17 | 14 | 38 | 50 |
| Making Time                                     | - Реліз: 6 листопада 2015 - Лейбл: PMR - Формат: CD, LP, digital download                  | 50 | 52 | —  | —  | 51 | —  |
| «—» позначає випуски, які не потрапили в чарти. |                                                                                            |    |    |    |    |    |    |

### Мініальбоми
| Назва                        | Інформація про мініальбом                                             |
| ---------------------------- | --------------------------------------------------------------------- |
| Wayfaring Stranger           | - Реліз: 19 лютого 2007 - Лейбл: Live - Формат: LP, digital download  |
| iTunes Festival: London 2007 | - Реліз: 24 вересня 2007 - Лейбл: Onetaste - Формат: Digital download |

### Сингли
| "Robots"                                        | 2007 | —  | —  | —  | —  | —  | Non-album single |
| "Night Air"                                     | 2010 | 67 | 15 | 21 | —  | 90 | Mirrorwriting    |
| "Lady Luck"                                     | 2011 | 76 | 29 | 14 | 84 | 56 | Mirrorwriting    |
| "Shoulda"                                       | 2012 | —  | 53 | —  | —  | —  | Mirrorwriting    |
| "Sharpness"                                     | 2015 | —  | —  | —  | —  | —  | Making Time      |
| «—» позначає випуски, які не потрапили в чарти. |      |    |    |    |    |    |                  |

### Музичні кліпи
| Назва                | Рік  | Режисер         |
| -------------------- | ---- | --------------- |
| "Wayfaring Stranger" | 2007 | Sophie Clements |
| "Spirits"            | 2008 | —               |
| "Night Air"          | 2010 | Lorenzo Fonda   |
| "Lady Luck"          | 2011 | —               |

### Участь у альбомах інших виконавців
| Назва                        | Рік  | Виконавець | Альбом        |
| ---------------------------- | ---- | ---------- | ------------- |
| "January"                    | 2013 | Disclosure | Settle        |
| "This Is What It Feels Like" | 2013 | Banks      | London EP     |
| "Where You Gonna Go?"        | 2014 | Paul White | Shaker Notes  |
| "Memory of Newness"          | 2015 | Portico    | Living Fields |
| "Inherent in the Fibre"      | 2015 | Darkstar   | Foam Island   |
| "Oceans of Purple"           | 2016 | Dave Okumu | Н/Д           |

### Ремікси
| Назва         | Рік  | Виконавець   | Альбом      |
| ------------- | ---- | ------------ | ----------- |
| "Video Games" | 2012 | Lana Del Rey | Born to Die |

## Нагороди та номінації
| Рік  | Нагорода      | Категорія         | Номінант    | Результат | Джерело |
| ---- | ------------- | ----------------- | ----------- | --------- | ------- |
| 2011 | MOBO Awards   | Best Newcomer     | Н/Д         | Номінація | [ 19 ]  |
| 2011 | Sound of...   | BBC Sound of 2011 | Н/Д         | Номінація | [ 2 ]   |
| 2016 | Mercury Prize |                   | Making Time | Номінація |         |